# Villons-les-Buissons
 Villons-les-Buissons  es una población y comuna francesa, en la región de Baja Normandía, departamento de Calvados, en el distrito de Caen y cantón de Creully.

## Demografía
| 145 | 178 | 376 | 438 | 550 | 554 |
| Para los censos de 1962 a 1999 la población legal corresponde a la población sin duplicidades (Fuente: INSEE [Consultar]) |     |     |     |     |     |